# Burg Adelebsen
Die ursprüngliche Burg Adelebsen, die später in ein Schloss umgewandelt wurde, ist eine gut erhaltene, mittelalterliche Anlage auf einem Sandsteinfelsen in Adelebsen, etwa 15 km westlich von Göttingen im Landkreis Göttingen. Sie war etwa 800 Jahre Sitz des freiherrlichen Geschlechts derer von Adelebsen, welches 1957 mit dem Tod Georgs Freiherr von Adelebsen im Mannesstamm erlosch. Heute gehört die Burganlage zur Stiftung Burg Adelebsen.

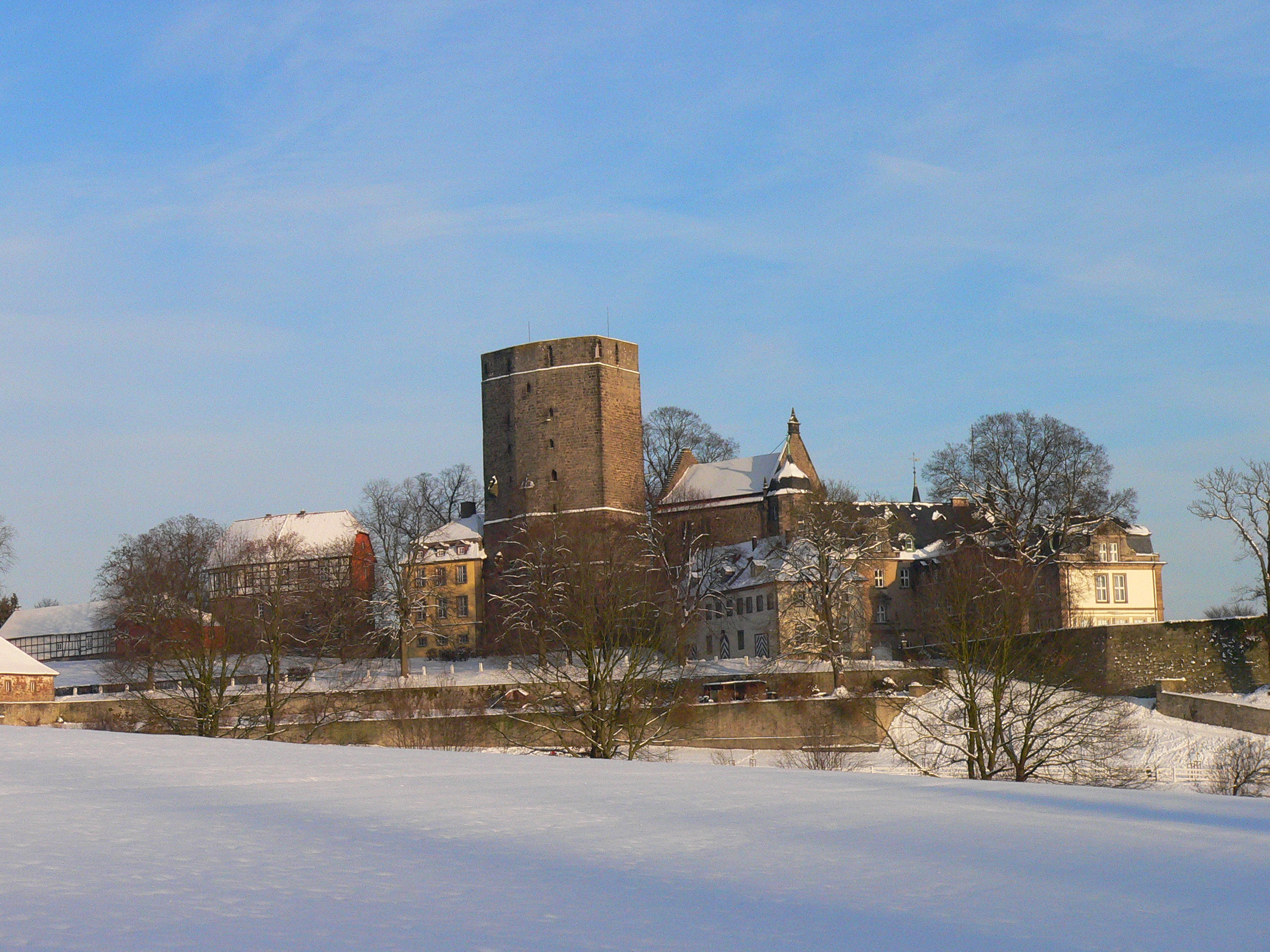
Burg Adelebsen Nordwestansicht

## Lage
Die Felsenburg liegt auf einem Ausläufer des Sollings und ist auf einem Bergsporn südöstlich der Ortschaft Adelebsens errichtet worden. Südlich der Burg verläuft das Tal der Schwülme. Früher führte durch dieses Tal ein Heerweg von der Leine zur Weser. Heute verläuft hier die Landstraße 554.

## Geschichte
Der Ort Adelebsen wurde 990 unter der Bezeichnung Ethelleveshusen im Zusammenhang einer Schenkung von Ländereien durch König Otto III. an seine Schwester Sophie erstmals urkundlich erwähnt. Über die Anfänge der Burganlage liegen nur wenige zuverlässige Nachrichten vor. Zu Beginn des 13. Jahrhunderts siedelten sich die Herren von Wibbecke von ihrem in der Nähe liegenden Stammsitz auf dem das Dorf überragenden Sandsteinfelsen an und errichteten hier in den folgenden Jahren die Burg. 1234 wurde die Familie erstmals unter ihrem neuen Namen de Adelevessen urkundlich erwähnt.
Die erste Erwähnung eines festen Hauses auf dem Bergsporn stammt aus dem Jahr 1253, die Burg wurde erstmals 1295 erwähnt.

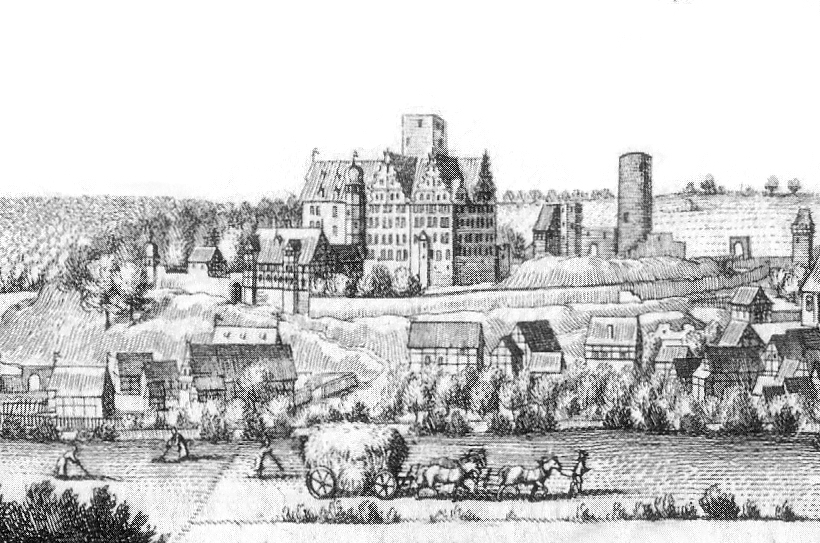
Merian-Stich von Burg Adelebsen um 1650

Die Burganlage entstand während mehrerer Bauperioden im 14. Jahrhundert. In ihrer Gesamtheit umfasst die Burg den Burgberg, welcher aus Buntsandstein besteht und zum anliegenden Schwülmetal in einem Steilhang von 30 m abfällt, den terrassierten Berggarten sowie den im Tal liegenden Wirtschaftshof. Die Burg gliederte sich im Norden in die Vorburg, mit dem einzig erhaltenen Burgtor, und die zentrale Oberburg auf.
Die Burg wurde 1466 durch den Bischof von Hildesheim in Brand gesetzt und wie der Ort Adelebsen im Dreißigjährigen Krieg schwer beschädigt. Die Wiederaufbauarbeiten der Burg setzten um 1650 ein. Durch Bauerweiterungen wandelte sich die Burg 1740 in ein Schloss. Dazu wurde der die Hauptburg von der Vorburg trennende Graben zugeschüttet. Auch entstanden weitere Gebäude, wie 1685 das Forsthaus, 1749 die Rentei und ein 38 m tiefer Burgbrunnen mit Tretrad. Um 1900 erhielt das Schloss ein Mansarddach.

## Anlage

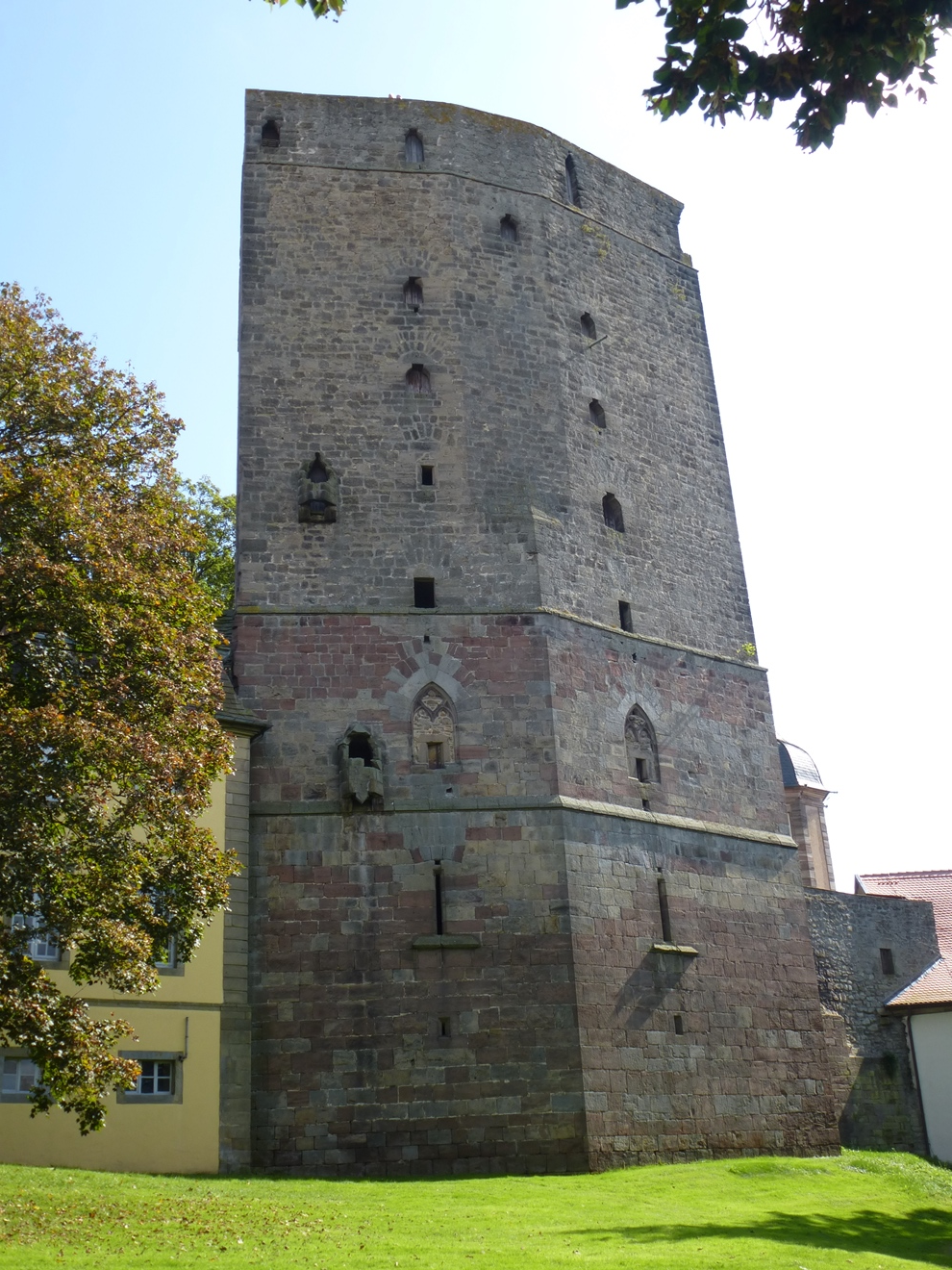
Turm der Burg Adelebsen (Nord-Ost-Ansicht)

Der älteste datierbare Bauteil der Burg ist der neun Stockwerke hohe Wohn- und Wehrturm. Die Datierung auf das späte 14. Jahrhundert erfolgte durch den Burgenforscher Joachim Zeune nach einer Untersuchung des Turms. Charakterisierend für diese Zeit seien unter anderem fehlende Buckelquader, Verwendung von Dachziegelfragmenten in Mauerfugen, Steinmetzzeichen und das gotische Fenster an der Westseite. In der ersten Bauphase von ca. 1370 bis 1380 seien die unteren drei Geschosse entstanden. Andere Autoren datieren diesen Teil des Baues auf die Mitte des 14. Jahrhunderts.
In einer zweiten Phase von ca. 1420 bis 1440 entstanden die darüber liegenden sieben Geschosse, von denen heute noch sechs erhalten sind. Der Turm ist zur Felsseite 38,75 m hoch und teilweise fünf- und sechseckig. Die Mauerstärke beträgt im unteren Bereich 4,30 m, nimmt aber, mit steigender Höhe, auf bis zu 1,70 m ab. Der Hocheingang liegt vier m über der Hoffläche, die Räume des zweiten und dritten Geschosses sind mit Kaminen ausgestattet.
Der Turm steht heute leer und beherbergt die größte Kolonie gebäudebrütender Dohlen in Süd-Niedersachsen.
Zur Gestalt der Burg am Ende des 14. Jahrhunderts gehörte neben dem damals nur als Stumpf existierenden Wohnturm auch das sog. Moishus, ein Wohn- und Wirtschaftsgebäude im Südosteck. Beide Gebäude waren von einer Ringmauer von ca. 47 × 32 m Größe umgeben. Auf der Nordseite des Turmes steht auf dem Areal des früheren „Vorderhauses“ das Rentamt aus dem 18. Jahrhundert. Zum Baubestand des 15. Jahrhunderts gehörten dazu noch das Hinterhaus und die Mittelkemenate.
Nördlich der Hauptburg befindet sich die durch einen Graben abgetrennte Vorburg. In ihr stehen das Forstamt von 1685 und das Rentamt von 1748/50 im Rokokostil. Ursprünglich standen hier das nur noch in geringen Resten vorhandene Neue Haus sowie zwei Scheunen, ein runder Turm und ein Tor. Anstelle des verfüllten Burggrabens befindet sich heute auf der Südseite die Unterburg.

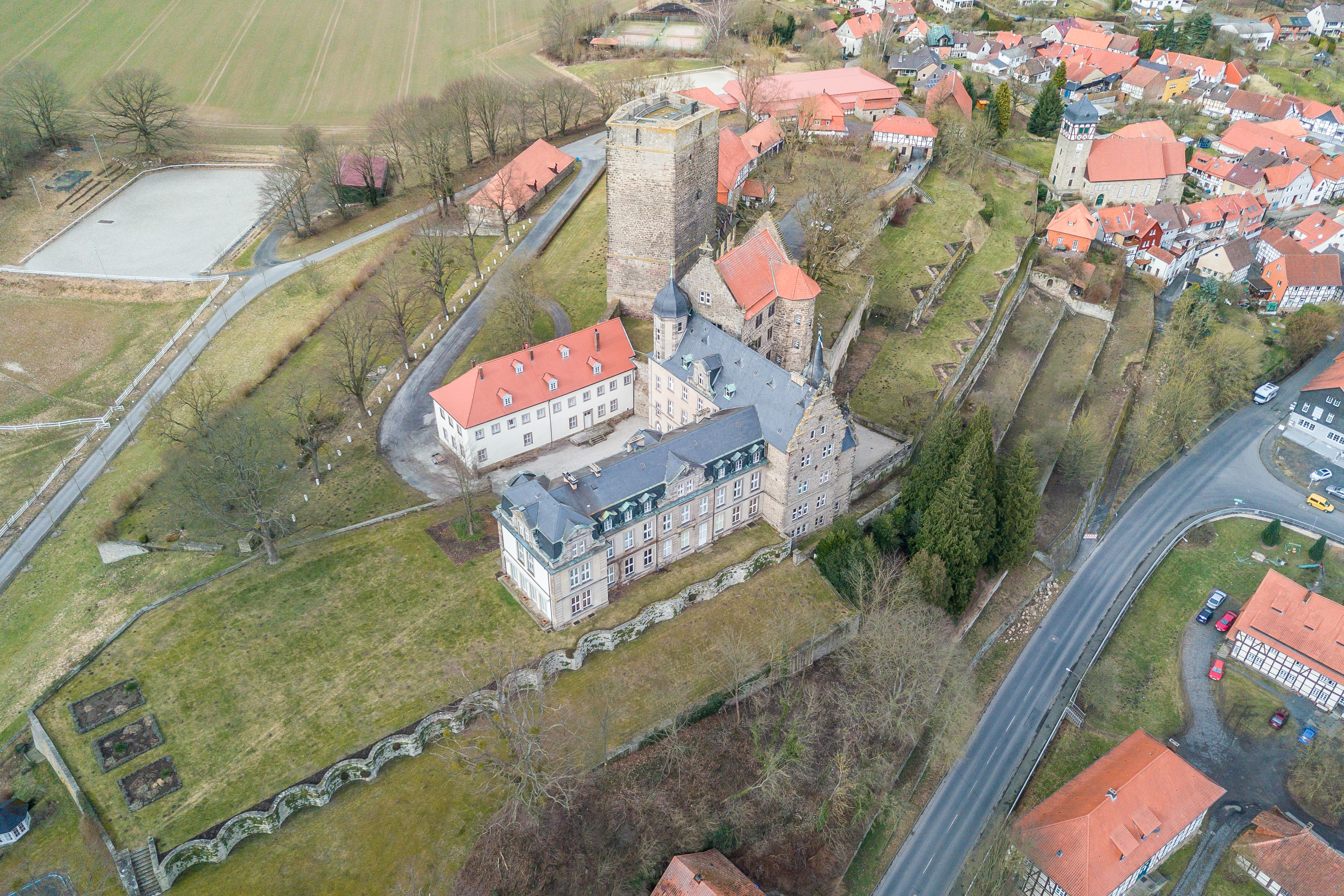
Die Burg Adelebsen aus der Luft

## Stiftung Burg Adelebsen
Die Stiftung Burg Adelebsen ist eine privatrechtliche Stiftung des bürgerlichen Rechts. Sie wurde von Georg Freiherr von Adelebsen, dem letzten seines Namens, 1947 gegründet. 
Zweck ist die Erhaltung der Burganlage und des darunter liegenden Gutsgeländes. Hierzu werden die Einnahmen aus der zur Stiftung gehörenden Land- und Forstwirtschaft sowie der vermieteten Wohnungen verwendet. Die Stiftung wird durch Simeon Graf Wolff-Metternich, einem Urenkel von Georg Freiherr von Adelebsen, verwaltet.